# Kabaka Pyramid

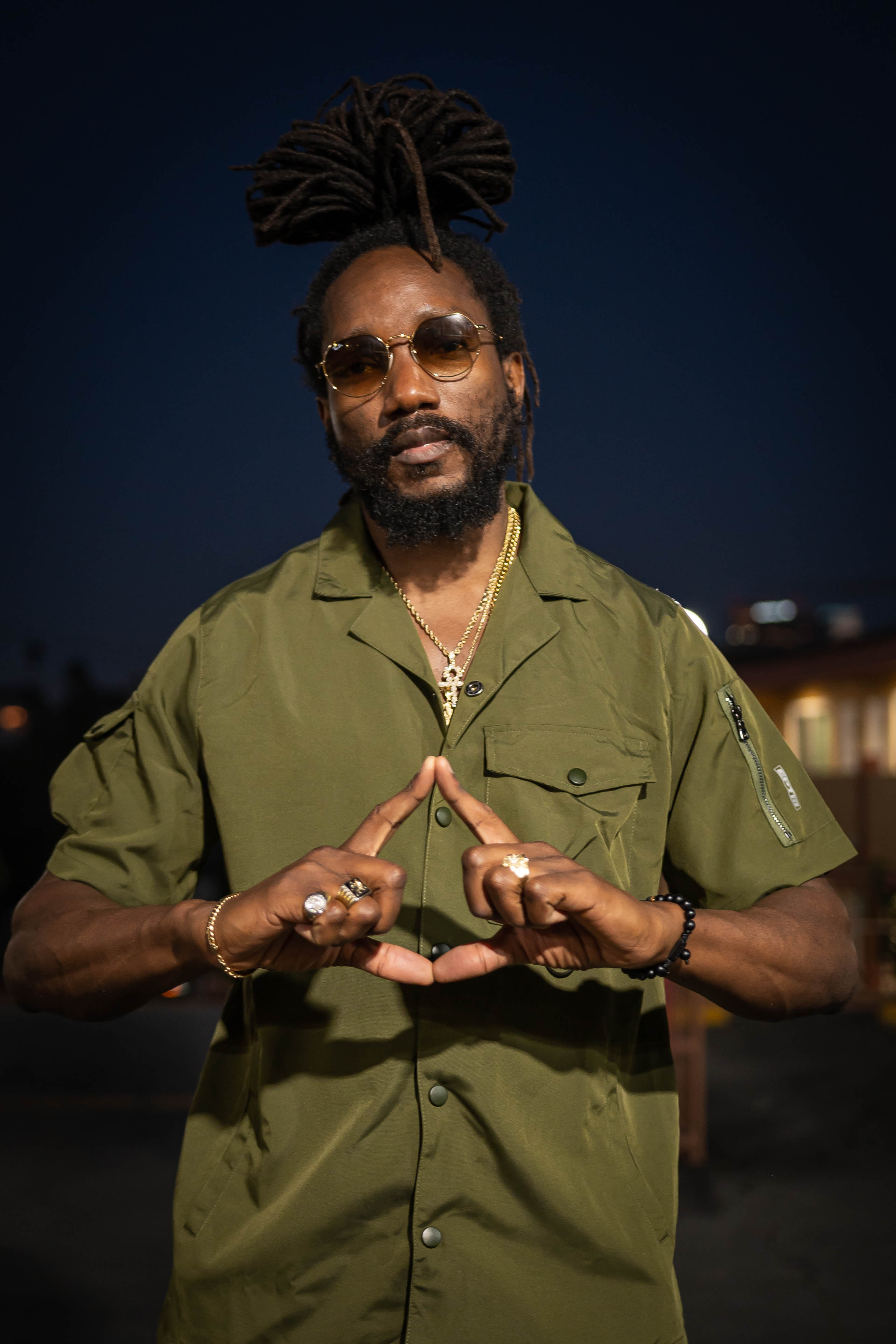
Kabaka Pyramid, 2020

Kabaka Pyramid (* 1986 als Keron Salmon) ist ein Reggae-Musiker aus  Kingston, Jamaika, der Elemente des Roots-Reggae, Dancehall und Rap miteinander verbindet. Zu seinen musikalischen Vorbildern zählt er sowohl Hip-Hop-Künstler wie Raekwon vom Wu-Tang Clan als auch Roots-Sänger wie Peter Tosh.

## Karriere
Keron machte seine ersten musikalischen Schritte Ende der 90er Jahre. Er begann, Texte zu schreiben, zu rappen und zusammen mit Freunden von der High School aus dem Viertel Hope Pastures mit Werkzeugen für Sampling und Beats zu experimentieren. Für seine Gehversuche nutzte er zu dieser Zeit das heimische Wohnzimmer.
Nach dem Abschluss der High School in 2002 ging Keron nach Fort Lauderdale und sammelte dort weitere Erfahrungen, hauptsächlich im Hip-Hop Umfeld.
Ungefähr zu dieser Zeit wählte Keron seinen Künstlernamen, zusammengesetzt aus einem ugandischen Königstitel Kabaka und dem ägyptischen Bauwerk Pyramide. Damit wollte er einerseits als bekennender Rastafari seine Verbundenheit zu Afrika zum Ausdruck bringen, andererseits seine Faszination für Ägypten und Orte höheres Wissens, die er in Songtexten widergespiegelt sieht. Nach ersten eher Rap-orientierten Mixtape-Veröffentlichungen begann ab 2007 eine stärkere Hinwendung zum Reggae durch die Zusammenarbeit mit Bebble Rock.
In 2011 nahm er die EP Rebel Music komplett in Protojes Heimstudio auf. 2013 traf er das erste Mal auf Damian Marley, woraus sich die gemeinsame Arbeit Well Done entwickelte, zu der Marley den On The Corner Riddim und Kabaka Pyramid den Text beisteuerte. Die Zusammenarbeit setzte sich fort, Marley produzierte das Album Kontraband sowie 5 Songs des Albums The Kalling, welches vollständig in Marleys Studio in Miami aufgenommen wurde.
Kabaka Pyramid absolviert regelmäßig Festivalauftritte, so gehörte er bereits mehrfach zum Lineup beim Summerjam oder Rototom Sunsplash.

## Diskografie

### Alben und EPs
- 2011: Rebel Music (EP)
- 2013: Lead the Way (EP)
- 2018: Kontraband
- 2022: The Kalling

### Mixtapes (Auswahl)
- 2007: The Transition Volume I
- 2009: The Transition Volume II
- 2016: Accurate von Walshy Fire (Major Lazer)

### Singles (Auswahl)
- 2013: Mi Alright, mit Chronixx
- 2013: Strive, mit Exco Levi
- 2015: Well Done
- 2016: High & Windy, mit Sara Lugo

### Als Gastmusiker (Auswahl)
- 2015: The Flame auf dem Album Ancient Future von Protoje
- 2023: Nah Sell Out auf dem Album Destiny von Alborosie

## Auszeichnungen
- 2014: Emerging New Artiste Of The Year der Jamaican Reggae Industry Association[6]
- 2014: Juno Award für Reggae Recording of the Year zusammen mit Exco Levi mit dem Song Strive
- 2023: Grammy Award in der Kategorie bestes Reggae-Album mit dem Album The Kalling[7]